# Cambarus hobbsorum
Cambarus hobbsorum är en kräftdjursart som beskrevs av J. E. Cooper 200. Cambarus hobbsorum ingår i släktet Cambarus och familjen Cambaridae. IUCN kategoriserar arten globalt som livskraftig. Inga underarter finns listade i Catalogue of Life.